# Фейзен – Жаррі/Таво (етиленопровід)
Фейзен – Жаррі/Таво (етиленопровід) – продуктопровід для транспортування етилену на сході Франції.
В 1967 році у Фейзені почала роботу установка парового крекінгу (піролізу), головним продуктом якої є етилен. Споживання цього олефіну організували на кількох майданчиках за межами Фейзена – в Балані (поліетилен), Таво та Жаррі (мономер вінілхлориду). Доставку до них здійснював введений в експлуатацію у тому ж році етиленопровід «Ensemble de transports d’ethylene du Lyonnais» (ETEL) загальною довжиною 278 км, виконаний у діаметрах 200 мм та 150 мм з максимальною пропускною здатністю 0,5 млн тонн на рік. При цьому після невеликої початкової ділянки до Сен-П'єрр-де-Шандьє траса розгалужувалась на північну (до Балан, Таво та підземного сховища етилену у Вір'я) та південну (до Пон-де-Кле, Жаррі) секції.
З 1972-го південна ділянка була сполучена з етиленопроводом Сент-Обан – Пон-де-Кле, котрий забезпечив доступ до піролізних установок у Етан-де-Берр та Лавері. А з 2001-го північна ділянка отримала з'єднання з трубопроводом Вір'я – Карлен, що надав доступ до нафтохімічних майданчиків у Карлені та Сарральбі. Як наслідок, Фейзен – Таво перетворився на центральну ланку системи етиленопроводів, котра простягнулась від Середземного моря до прикордонної з Німеччиною Лотарингії. Останнє дозволило в середині 2010-х вивести з експлуатації нерентабельну крекінг-установку в Карлені зі збереженням виробництва полімерів тут та в Сарральбі.